# Englische Heraldik
Die englische Heraldik gleicht im Wesentlichen bis zum 15. Jahrhundert der Entwicklung der anderen europäischen Staaten.
Schon früh bildete sich eine amtliche Überwachung des Wappenwesen heraus. Registrierung und juristischer Schutz unterscheiden sie von der übrigen europäischen Heraldik. Große Formenvielfalt, besonders bei den Fabelwesen, sind kennzeichnend für die traditionsbewusste Heraldik. Die einfachen Heroldsbilder, wie das Kreuz, besonders das aus den Kreuzzügen beliebt gewordene Georgskreuz, als Attribut des Landespatrons Georg, kennzeichnen die englischen Wappen. Hermelin wird viel gebraucht. Gemeine Figuren und Helmzierden werden gern naturalistisch dargestellt. Motive aus der Seefahrt sind beliebt.
Die Vererbung von Wappen (Erbwappen) bestimmen die zahlreichen Wappenvereinigungen (Allianzwappen). Die große Anzahl von Feldern kennzeichnet die Schilde, dies lässt das Wappenbild weniger klar erscheinen. Kleine Nebenfiguren, wie das Beizeichen, können die Wappen überladen erscheinen lassen. Die Wappendifferenzierung innerhalb von Familien, beim Hochadel bis in die Jetztzeit noch üblich, machen die Wappen von Generation zu Generation komplizierter. Alles erfolgte und erfolgt nach einem System mit klaren Regeln, die vom College of Arms überwacht werden.
Die heraldischen Elemente im Einzelnen:
- Wappenschild: Der „englische“ Schild  wird bevorzugt, wobei es Abarten im 18. und 19. Jahrhundert gab.
- Helm: Als Helme werden Visier- und Bügelhelme bevorzugt. Bügelhelme haben in der Darstellung meist fünf sichtbare Bügel. Mit Ausnahme der Bügelhelme des Souveräns, des Royal Consort, des Prince of Wales und des Heirs apparent des Prince of Wales der offenen Visierhelme der Baronets und Knights erscheinen die Helme im Halbprofil.
  - Bügelhelme sind bei Peers im Gebrauch.
  - Mehrere Helme über einem Schild sind ranglos und stets heraldisch rechts gewendet.
- Helmzier: Die Helmzier ohne Helm auf einer Helmwulst, erst noch schwebend über den oberen Schildrand, tritt bald ohne den wichtigen Wappenschild auf und ersetzt das Gesamtwappen. Diese Darstellung („crest“ allein, ohne Helm und Schild) ist in diesem Umfang nur in der englischen Heraldik zu finden.
- Kronen: Auf die Rangkronen der Peers wird der Helm gesetzt oder er schwebt über einer Rangkrone, nur die Rangkrone von bestimmten Mitgliedern des Königshauses (insbesondere Souverän und Prince of Wales) wird als Helmkrone auf den Helm gesetzt.
- Badges: Zusätzliche Verwendung königlicher oder fürstlicher Abzeichen als sogenannter Badges. Die Wappenbilder, wie Rosen, Blumen, Sterne und Federn, gelten als erbliche persönliche Zeichen, die freischwebend neben oder über dem Wappen sind. Die abgeschnittene offene linke Hand (sinister hand) gilt als Rangzeichen der englischen Baronets und nimmt einen gesonderten Platz im Wappen ein.
- Wortdevisen: Die Wortdevisen sind in der englischen Heraldik unerlässlich.
- Wappentiere: Die Wappentiere, wie Fabelwesen und andere Phantasiegestalten werden aus den verschiedensten Tierkörpern zusammengesetzt. Beliebt sind Basilisk und Lindwurm oder die feuerspeiende Antilope und das Einhorn. Allegorische Figuren sind auch verbreitet. Viele Wappenbilder erinnern an die glorreiche Schifffahrt und nehmen im Wappen durch Verleihung einen Ehrenplatz ein. Was im Schild ist, hat auch als Schildhalter einen Platz.
- Kommunalwappen: Im kommunalen Wappenwesen wird die Vorliebe zur Wappendifferenzierung deutlich. Die zusätzliche Verwendung königlicher und fürstlicher Abzeichen fördert die Eigenständigkeit. Verglichen mit Städtewappen anderer Länder können diese Wappen überladen wirken. Bevorzugte Schildfiguren sind das Georgskreuz, der englische Löwe, Lilie, Rose und Krone. Alle englischen Städte besitzen das Recht, im Wappen einen Helm mit Helmzier und zusätzlich Schildhalter zu führen. Auch Mauerkronen werden verwendet. Auf den Helmen von Feldherrnwappen verweisen diese an eine eroberte oder mit Erfolg verteidigte Stadt oder Festung.

Die schottische und irische Heraldik weicht, trotzt eigenständiger Aufsicht über das heraldische Geschehen, nicht wesentlich von der englischen Heraldik ab. Helmkronen können bestimmten Geschlechtern verliehen werden. Crests werden zum Abzeichen einzelner Clans. Man umgibt diese mit einem Band mit der Wortdevise.